# Boissières, Gard
Boissières là một xã trong tỉnh Gard thuộc vùng Occitanie, phía nam nước Pháp. Xã Boissières, Gard nằm ở khu vực có độ cao trung bình 60 mét trên mực nước biển.